# Indianapolis 500 1916
Indianapolis 500 1916 (oryg. 6th International 500-Mile Sweepstakes Race) – szósta edycja wyścigu Indianapolis 500.

## Wyniki

### Kwalifikacje
W kwalifikacjach każdy z kierowców miał do przejechania 4 okrążenia, w którym mierzono prędkość. Średnia prędkość spośród 4 okrążeń decydowała o klasyfikacji.
| Poz. | Nr | Kierowca            | Konstruktor | Czas        | Poz. s. |
| ---- | -- | ------------------- | ----------- | ----------- | ------- |
| 1    | 18 | Johnny Aitken       | Peugeot     | 155,61 km/h | 1       |
| 2    | 5  | Edward Rickenbacker | Maxwell     | 155,20 km/h | 2       |
| 3    | 28 | Gil Andersen        | Premier     | 154,40 km/h | 3       |
| 4    | 17 | Dario Resta         | Peugeot     | 151,92 km/h | 4       |
| 5    | 15 | Barney Oldfield     | Delage      | 151,81 km/h | 5       |
| 6    | 29 | Howdy Wilcox        | Premier     | 150,97 km/h | 6       |
| 7    | 27 | Tom Rooney          | Premier     | 150,30 km/h | 7       |
| 8    | 19 | Charlie Merz        | Peugeot     | 150,20 km/h | 8       |
| 9    | 4  | Pete Henderson      | Maxwell     | 146,98 km/h | 9       |
| 10   | 10 | Ralph Mulford       | Peugeot     | 146,59 km/h | 20      |
| 11   | 1  | Wilbur D’Alene      | Duesenberg  | 146,24 km/h | 10      |
| 12   | 7  | Arthur Chevrolet    | Frontenac   | 141,20 km/h | 11      |
| 13   | 8  | Louis Chevrolet     | Frontenac   | 141,12 km/h | 21      |
| 14   | 21 | Jules Devigne       | Delage      | 140,29 km/h | 12      |
| 15   | 9  | Ora Haibe           | Ostewig     | 140,14 km/h | 13      |
| 16   | 14 | Josef Christiaens   | Sunbeam     | 138,53 km/h | 14      |
| 17   | 24 | William Chandler    | Crawford    | 136,54 km/h | 15      |
| 18   | 23 | Aldo Franchi        | Peugeot     | 135,38 km/h | 16      |
| 19   | 26 | Art Johnson         | Crawford    | 134,69 km/h | 17      |
| 20   | 25 | Dave Lewis          | Crawford    | 133,77 km/h | 18      |
| 21   | 12 | Tom Alley           | Duesenberg  | 132,03 km/h | 19      |
| Poz. | Nr | Kierowca            | Konstruktor | Czas        | Poz. s. |

### Wyścig
Źródło: ultimateracinghistory.com
| P  | + / –     | Nr | Kierowca            | Konstruktor | Okr. | Czas / Strata     | Komentarz |
| -- | --------- | -- | ------------------- | ----------- | ---- | ----------------- | --------- |
| 1  | 3         | 17 | Dario Resta         | Peugeot     | 120  |                   |           |
| 2  | 8         | 1  | Wilbur D’Alene      | Duesenberg  | 120  |                   |           |
| 3  | 17        | 10 | Ralph Mulford       | Peugeot     | 120  |                   |           |
| 4  | 10        | 14 | Josef Christiaens   | Sunbeam     | 120  |                   |           |
| 5  | Bez zmian | 15 | Barney Oldfield     | Delage      | 120  |                   |           |
| 6  | 3         | 4  | Pete Henderson      | Maxwell     | 120  |                   |           |
| 7  | 1         | 29 | Howdy Wilcox        | Premier     | 120  |                   |           |
| 8  | 9         | 26 | Art Johnson         | Crawford    | 120  |                   |           |
| 9  | 6         | 24 | William Chandler    | Crawford    | 120  |                   |           |
| 10 | 3         | 9  | Ora Haibe           | Ostewig     | 120  |                   |           |
| 11 | 8         | 12 | Tom Alley           | Duesenberg  | 120  |                   |           |
| 12 | 9         | 8  | Louis Chevrolet     | Frontenac   | 82   | Pręt              |           |
| 13 | 10        | 28 | Gil Andersen        | Premier     | 75   | Wyciek oleju      |           |
| 14 | 4         | 25 | Dave Lewis          | Crawford    | 71   | Wyciek gazu       |           |
| 15 | 14        | 18 | Johnny Aitken       | Peugeot     | 69   | Zawór             |           |
| 16 | 4         | 21 | Jules Devigne       | Delage      | 61   | Wypadek           |           |
| 17 | 10        | 27 | Tom Rooney          | Premier     | 48   | Wypadek           |           |
| 18 | 7         | 7  | Arthur Chevrolet    | Frontenac   | 35   | Magneto           |           |
| 19 | 11        | 19 | Charlie Merz        | Peugeot     | 25   | Smarowanie        |           |
| 20 | 18        | 5  | Edward Rickenbacker | Maxwell     | 9    | Układ kierowniczy |           |
| 21 | 5         | 23 | Aldo Franchi        | Peugeot     | 9    | Silnik            |           |
| P  | + / –     | Nr | Kierowca            | Konstruktor | Okr. | Czas / Strata     | Komentarz |